# Jeju Air
"We serve you with safety and convenience."
Jeju Air (code AITA : 7C ; code OACI : JJA) est une compagnie aérienne sud-coréenne.

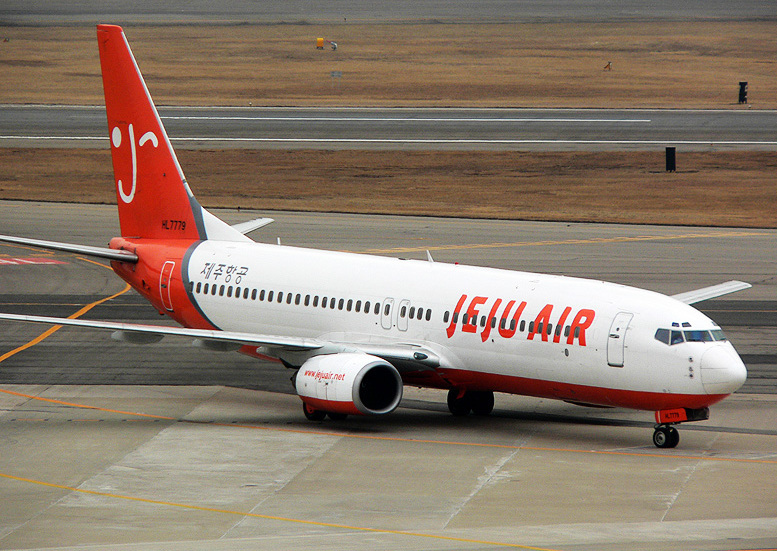
Boeing 737-800 de Jeju Air.

## Histoire
Jeju Air a été créé en janvier 2005 et a commencé ses opérations le 2 juin 2006. Elle est détenue par le groupe Aekyung (81 %) et le gouvernement provincial de Jeju. Le premier vol de Jeju Air a eu lieu le 11 juillet 2008 entre Jeju et Hiroshima.

## Flotte
En mai 2025, la flotte de Jeju Air se composait de 44 Boeing 737-800 ayant une moyenne d'âge de 11,5 ans.
| Type d'avion   | Nombre | Nombre de sièges |
| -------------- | ------ | ---------------- |
| Boeing 737-800 | 46     | 189              |

### Histoire de la flotte

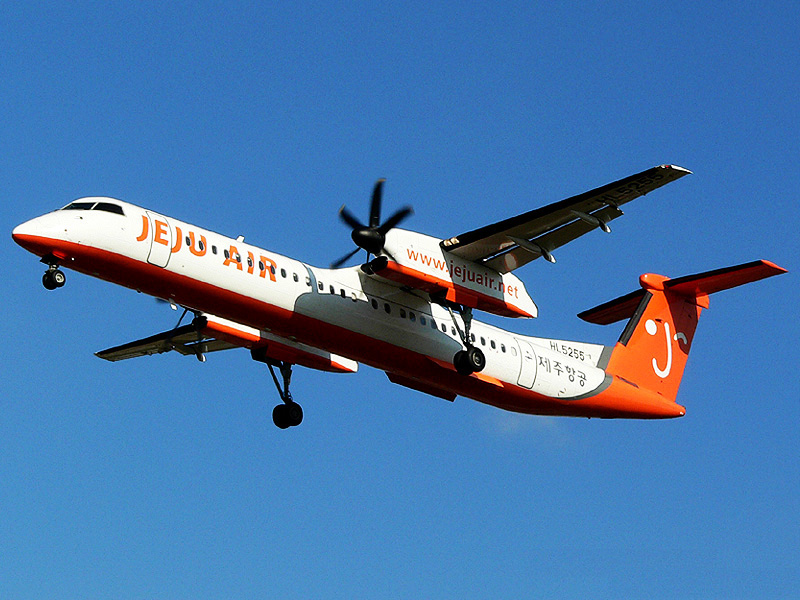
Jeju Air Dash 8-Q400 (2007).

En 2005, Jeju Air a commandé 5 Dash 8 Q400. Ces avions ne sont restés dans la flotte qu'une courte période. Le dernier Dash 8 Q400 en a été retiré le 16 juin 2010, et vendu à Lan Colombia.

### Incidents et accidents
Le 12 août 2007, un Bombardier Dash 8 Q400 de Jeju Air reliant Jeju à Busan dérape sur la piste de l'aéroport international Gimhae de Busan en raison d'un fort vent de face, blessant six personnes à bord. Endommagé, l'appareil a été retiré du service pour réparations.
Le 29 décembre 2024, le vol 7C2216 de Jeju Air, opéré par un Boeing 737-800 parti de l’aéroport international de Bangkok se pose brutalement à 0 h 3 TU (9 h 3 heure locale) à sa destination, l'aéroport international de Muan en Corée-du-Sud, train d'atterrissage rentré. L'avion glisse le long de la piste et s'écrase contre le mur d'un équipement de radio-navigation, le choc cassant et embrasant l'avion. Parmi les 181 personnes (175 passagers et 6 membres d’équipage), 179 sont tuées et deux (des hôtesses de l'air) grièvement blessées, en faisant l'accident aérien le plus meurtrier sur le sol de Corée-du-Sud. Selon les pompiers, l’accident serait dû à un dysfonctionnement du train d’atterrissage à la suite d'une collision aviaire,. Des déclarations d'enquêteurs, le 19 juillet 2025, révèlent que les pilotes ont éteint le seul des deux moteurs en état de marche et commis plusieurs erreurs dont celle d'atterrir train rentré. Les familles réfutent les faits et s'opposent à la tenue de la conférence de presse initialement prévue. Le rapport factuel n'est pas publié à l'issue de la conférence annulée.